# État souverain de Cundinamarca
Ne doit pas être confondu avec État libre de Cundinamarca.
1857–1886
Entités précédentes :
- Province de Bogota
Province de Mariquita
Province de Neiva
territoire national de San Martín

Entités suivantes :
- État fédéral de Tolima (1861)
- Cundinamarca
Meta
Vichada

L'État souverain de Cundinamarca, créé sous le nom d'État fédéral de Cundinamarca, est une division administrative et territoriale de la Confédération grenadine puis des États-Unis de Colombie créée par le Congrès via la loi du 11 juin 1857.
Le 12 juillet 1861, la partie occidentale de l'État fait sécession et devient l'État fédéral de Tolima.

## Politique

### Présidents

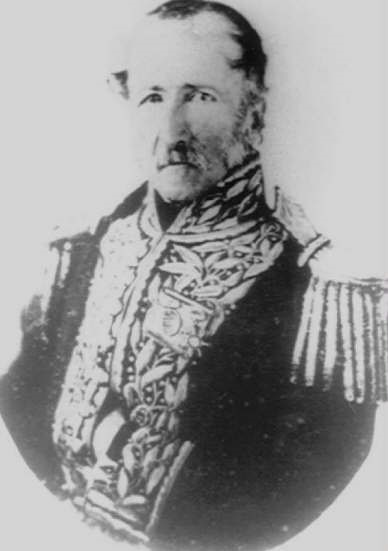
Général Joaquín París Ricaurte.
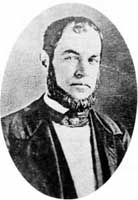
José María Plata Soto.
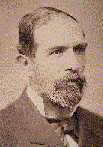
Daniel Aldana Cárdenas.
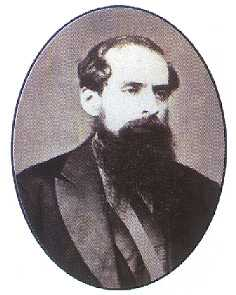
Général Eustorgio Salgar.
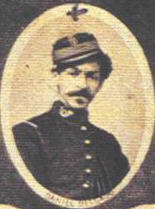
Général Daniel Delgado París (es).

| Période           | Période           | Président                              |
| Début             | Fin               | Président                              |
| ----------------- | ----------------- | -------------------------------------- |
| 16 septembre 1857 | 9 décembre 1857   | Général Joaquín París Ricaurte         |
| 23 octobre 1857   | 29 octobre 1859   | José María Malo Blanco                 |
| 5 janvier 1858    | 4 mars 1858       | Pastor Ospina Rodríguez                |
| 4 mars 1858       | 11 mars 1858      | Liborio Escallón Trespalacios          |
| 11 janvier 1858   | 15 mars 1858      | Pastor Ospina Rodríguez                |
| 28 juin 1858      | 30 septembre 1858 | Général Emigdio Briceño Guzmán         |
| 1er mai 1859      | juillet 1859      | Général Emigdio Briceño Guzmán         |
| juillet 1859      | juillet 1859      | Général Marcelo Buitrago Monzón        |
| juillet 1859      | 6 octobre 1859    | Général Emigdio Briceño Guzmán         |
| 3 novembre 1859   | 10 novembre 1859  | Pedro Dávila Novoa                     |
| 10 novembre 1859  | 31 décembre 1859  | Colonel José Uldarico Leiva Caicedo    |
| 1er janvier 1860  | février 1861      | Colonel Pedro Gutiérrez Lee            |
| 23 mai 1860       | 9 juin 1860       | Plácido Morales Caicedo                |
| février 1861      | 2 mai 1861        | Plácido Morales Caicedo                |
| 3 mai 1861        | 7 mai 1861        | José María Rubio Frade                 |
| 7 mai 1861        | 10 mai 1861       | Colonel José Uldarico Leiva Caicedo    |
| 10 mai 1861       | 18 juillet 1861   | José María Plata Soto                  |
| 18 juillet 1861   | 5 mars 1862       | Général Justo Briceño Acosta           |
| 5 mars 1862       | 10 juin 1862      | Général Rafael Niño Camacho            |
| 10 juin 1862      | 8 avril 1863      | Général Justo Briceño Acosta           |
| 8 avril 1863      | 19 mai 1863       | Général Alejo Morales Duarte           |
| 19 mai 1863       | 2 juillet 1863    | Général Justo Briceño Acosta           |
| 2 juillet 1863    | 13 juillet 1863   | Antonio de Jesús Rey                   |
| 13 juillet 1863   | 31 décembre 1863  | Général Alejo Morales Duarte           |
| 1er janvier 1864  | 18 janvier 1865   | Général Santos Gutiérrez               |
| 22 janvier 1865   | 31 décembre 1865  | Général Rafael Mendoza                 |
| 1er janvier 1866  | 29 avril 1867     | Général Daniel Aldana Cárdenas (es)    |
| 30 avril 1867     | 23 mai 1867       | Jesús Jiménez Guzmán                   |
| 1867              | 1867              | Général Francisco de Paula Mateus Daza |
| 1867              | 31 décembre 1867  | Général Daniel Aldana Cárdenas         |
| 1er janvier 1868  | 9 octobre 1868    | Ignacio Gutiérrez Vergara              |
| 9 octobre 1868    | 26 avril 1869     | Général Rudescindo López Delgadillo    |
| 26 avril 1869     | 16 juillet 1869   | Luis Bernal Benito                     |
| 16 juillet 1869   | 1er août 1869     | Abelardo Aldana Cárdenas               |
| 1er août 1869     | 18 juillet 1870   | Général Justo Briceño Acosta           |
| 18 juillet 1870   | 15 novembre 1870  | Cornelio Manrique Ulloa                |
| 15 novembre 1870  | 31 décembre 1871  | Général Julio Barriga Villa            |
| 1er janvier 1872  | 23 février 1872   | Octavio Salazar                        |
| 23 février 1872   | 31 décembre 1873  | Général Julio Barriga Villa            |
| avril 1872        | avril 1872        | Octavio Salazar                        |
| 1er janvier 1874  | 31 décembre 1875  | Général Eustorgio Salgar               |
| 1er janvier 1876  | 31 décembre 1877  | Jacobo Sánchez Chaves                  |
| 1er janvier 1878  | 15 janvier 1879   | Général Daniel Delgado París (es)      |
| 16 janvier 1879   | 28 novembre 1879  | Général Rudesindo López Delgadillo     |
| 28 novembre 1879  | 31 décembre 1879  | Général Daniel Aldana Cárdenas         |
| 1er janvier 1880  | 31 décembre 1881  | Général Wenceslao Ibáñez Nariño        |
| 1er janvier 1882  | 7 janvier 1885    | Général Daniel Aldana Cárdenas         |
| 7 janvier 1886    | février 1886      | José Segundo Peña Medina               |
| février 1885      | 7 novembre 1885   | Général Daniel Aldana Cárdenas         |

## Géographie

### Géographie physique
L'État est géographiquement l'équivalent des actuels départements de Cundinamarca, Meta et Vichada.

### Organisation territoriale
L'État de Cundinamarca est divisé en sept départements, eux-mêmes divisés en districts.
- Département de Bogota (Bogota)
- Département de Cáqueza (Fómeque)
- Département de Zipaquirá (Zipaquirá)
- Département de Ubaté (Ubaté)
- Département de Facatativá (Facatativá)
- Département de Tequendama (La Mesa)
- Département de La Palma (La Palma)

La capitale de l'État est Bogota.

## Démographie
Au recensement de 1870, l'État de Cundinamarca compte 409 002 habitants dont 196 841 hommes et 212 761 femmes.